# Brachyolene picta
Brachyolene picta es una especie de escarabajo de la familia Cerambycidae. Fue descrita por Stephan von Breuning en 1938. Se encuentra en Somalia.